# Estúdios Keystone
Estúdios Keystone foi um dos primeiros estúdios de cinema dos Estados Unidos da América. Fundado em Edendale, Los Angeles, Califórnia em 1912 com o nome de Keystone Pictures Studio e fundado por Mack Sennett com o apoio de Adam Kessel e Charles O. Bauman, proprietários da New York Motion Picture Company. A companhia filmou nos arredores de Glendale e Silver Lake por vários anos. A distribuição dos filmes foi feita pela Mutual Film Corporation entre 1912 e 1915.
O Estúdio é provavelmente melhor lembrado pelas produções de Mack Sennett, que criou as comédias pastelão com os Keystone Cops e as chamadas "Belas banhistas de Sennett". Charlie Chaplin começou sua carreira no cinema na Keystone quando Sennett o contratou na época que era ainda um artista de vaudeville. Charlie Chaplin at Keystone Studios é uma compilação de 1993 que mostra alguns dos filmes de Chaplin da fase Keystone, documentando a transição dele, de um artista de vaudeville para ator e diretor de comédias cinematográficas. Em 1915 o Estúdio Keystone se tornou uma unidade da Triangle Film Corporation se associando a D. W. Griffith e Thomas Ince. Em 1917 Sennett organizou a sua própria companhia.

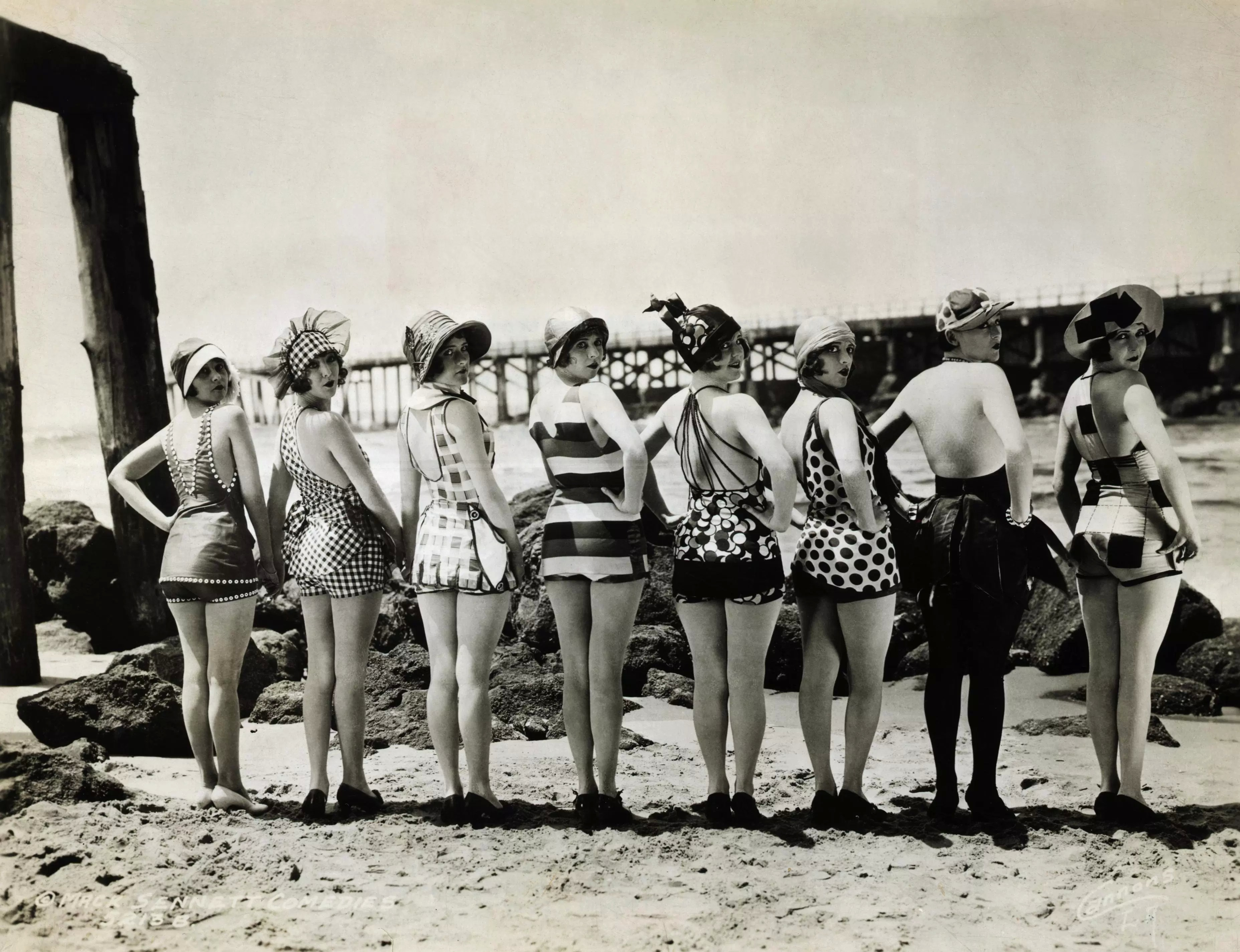
As "belas banhistas de Sennett"

Vários outros importantes atores começaram suas carreiras na Keystone: Harold Lloyd, Gloria Swanson, Louise Fazenda, Raymond Griffith, Ford Sterling, Fatty Arbuckle, Marie Dressler, Mabel Normand, Ben Turpin, Harry Langdon e Chester Conklin.
Sennett, então uma celebridade, formou o seu próprio estúdio em 1917 e começou a produzir filmes independentes com distribuição em geral feita pela Paramount. Os negócios dos Estúdios Keystone decaíram e os mesmos foram finalmente dissolvidos em 1935.
Muito dos equipamentos de cenários e iluminação foram comprados por Reymond King - que iniciou a companhia "Award Cinema Equipment" em Venice (Los Angeles), Califórnia em novembro de 1935.
O nome "Keystone Studios" foi usado mais tarde como uma produtora da Cineville e foi citado como um estúdio fictício na produção da Cineville "Swimming With Sharks" com Kevin Spacey.
Uma nova companhia chamada Keystone Studios surgiu durante 2005. Os dois proprietários eram Carl Colpaert e Lee Caplin. Keystone obteve os direitos da nova marca comercial em 2006.
Em julho de 2007 a companhia de filmes independentes Cineville e a distribuidora de DVD Westlake Entertainment foram fundidas em um estúdio chamado Keystone. Juntaram-se à equipe os diretores da Westlake Entertainment, Larry Cohen e Luke Stefanko.